# United Lutheran Church in America
United Lutheran Church in America var ett amerikanskt kyrkosamfund, bildat 1918 genom en sammanslagning av General Synod, General Council och United Synod South. 
General Synod har rötterna i Pennsylvania Ministerium, den äldsta lutherska samfundsliknande organisationen i USA. Grupper inom General Synod sökte föra lutherdomen i en mer ekumenisk riktning och närma sig de reformerta. Detta ledde till att delar av General Synod bröt sig ur och bildade General Council 1918. United Synod South samlade flertalet av lutheranerna i Sydstaterna, och hade slilts från United Synod i samband med det amerikanska inbördeskriget. 
ULCA representerade en förhållandevis liberal inriktning inom amerikansk lutherdom, och under 1920-talet började bibelkritiska metoder att användas inom samfundet. 1962 uppgick ULCA i Lutheran Church in America (LCA).